# Il Falco in pericolo
Il Falco in pericolo (The Falcon in Danger) è un film del 1943 diretto da William Clemens. 
Il film è stato il sesto di tredici film polizieschi di The Falcon prodotti dalla RKO, tutti interpretati da Conway.

## Trama
Il caso della scomparsa di 100.000 dollari e di due industriali a bordo di un aereo passeggeri proveniente da Washington viene affidato a Tom Lawrence, alias "Il Falco". Lawrence collega la scomparsa dei due uomini e del denaro a un complotto governativo e risolve il caso.